# 朴乂謙
朴乂謙（?—?），又作朴乂兼、朴銳謙，新罗宗室，追封宣聖王，新罗第42任国王興德王的裔孙，新罗第53任国王神德王朴景晖之父，夫人貞和夫人（貞花夫人）。
憲康王元年（875年），憲康王即位，拜伊湌金魏弘爲上大等，大阿湌朴乂謙爲侍中。憲康王六年（880年）二月，侍中朴乂謙退，伊湌金敏恭爲侍中。孝恭王三年（899年）三月，納伊湌朴乂謙之女爲妃。孝恭王十六年（912年），孝恭王薨，無子，國人推戴朴乂謙的儿子朴景暉为神德王。五月，追尊朴乂謙爲宣聖大王，母爲貞和太后。